# Alsómocsolád
Alsómocsolád - in het Duits genoemd: Metschelad - is een plaats (község) en gemeente in het Hongaarse comitaat Baranya. Alsómocsolád telt 349 inwoners (2009).

## Ligging
Alsómocsolád ligt in de provincie Baranya en grenst aan de comitaat Tolna, tegen de noordelijke hellingen van het Mecsekgebergte en is 25 km noordwaarts te vinden vanaf de comitaatshoofdstad Pécs. Het dorp wordt in het oosten begrensd door beboste heuvels, terwijl westelijk zich een eindeloze vlakte uitstrekt. Het ligt hydrografisch gezien gunstig en in een klimatologisch gematigd warme streek, waar de invloeden van de oceaan de overhand hebben. Het is in de zomer koel, een milde winter en weinig neerslag. Door de klimatologische ligging is de landbouw verzekerd van gunstige omstandigheden. Het ligt tussen de 200 en 220 m boven de zeespiegel. Aan de rand van het dorp zijn vijf aan elkaar grenzende vismeren aangelegd.
Het dorp heeft gunstige verkeersverbindingen. Het op ongeveer gelijke afstanden van de drie comitaatshoofdsteden Pécs, Kaposvár en Bonyhád, op 55 à 60 kilometer. Met de personenauto zijn de drie kleinere steden Komló, Dombóvár en Bonyhád binnen 30 minuten vanuit Alsómocsolád te bereiken. En het kuroord Gunaras ligt vanaf hier op 20 km afstand. Er is geen doorgaand verkeer, de enige verbindingsweg eindigt in het dorp. Op 2 à 3 km van het dorp ligt de in 1872 aangelegde spoorlijn Dombóvár–Bátaszék; onder aan de heuvel ligt ook het station.

## De herkomst van de naam
De naam van de nederzetting verwijst in het Slavisch naar moeras en vlammen evenals in het Kroatisch en waarschijnlijk duidt dat er op dat het dorp op een drassige, moerassige bodem was gelegen.

## Geschiedenis
In Alsómocsolád zijn archeologische vondsten aangetroffen uit zowel de bronstijd als uit de tijd van de Romeinen. Uit het romeinse tijdperk stamt de vondst in 1296 van een uit een stuk bestaande zilveren medaille. De eerste geschreven herinneringen aan Mocsolad zijn te vinden in een getuigschrift uit 1294, in de varianten Mocholay of Mocsolay. Op dat moment behoorde de nederzetting nog tot de abdij van Veszprém. Het dorp is in het bezit geweest van de families Bodó, Perczel en Sztankovánszky.
Het dorp heeft zich na de omwenteling van 1989 onder burgemeester Dicső László behoorlijk ontwikkeld. Het heeft een centrum voor telecommunicatie gekregen, een verzorgingstehuis voor ouderen met 40 plaatsen en een bosbouwschool. In het dorp staan op diverse plaatsen houten en stenen beelden. In 2010 is een groot beeld van de Griekse figuur Europa geplaatst, liggend op de stier, die de Griekse god Zeus verbeeldt met daaromheen een aantal stenen, waarmee de band van het dorp en van 26 omliggende dorpen met de 27 landen van Europa wordt aangegeven.
In 2010 heeft het dorp van de Europäische Arge für Landentwicklung und Dorferneuerung een prijs gekregen in de verkiezing van het meest innovatieve dorp van Europa.

## Bezienswaardigheden

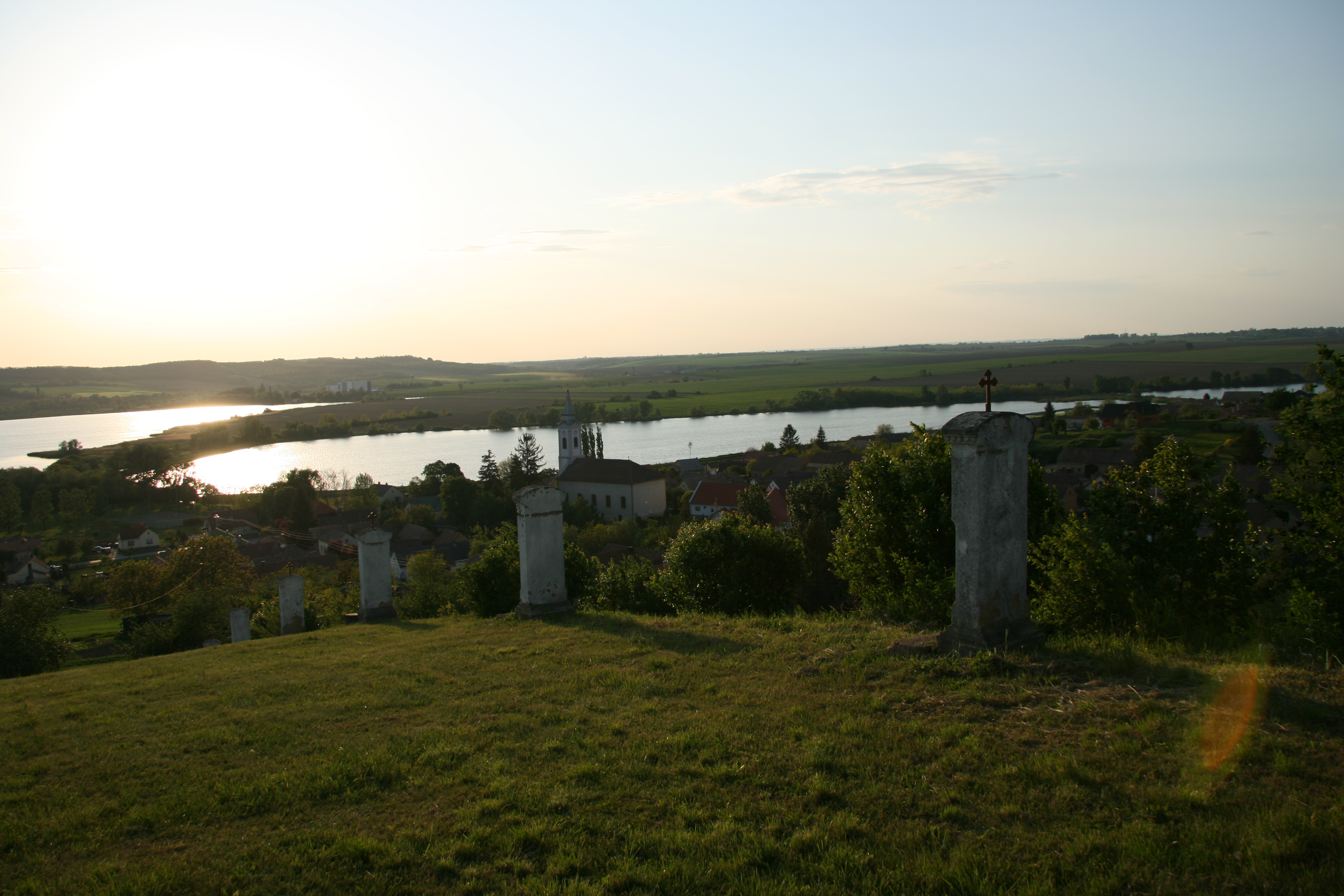
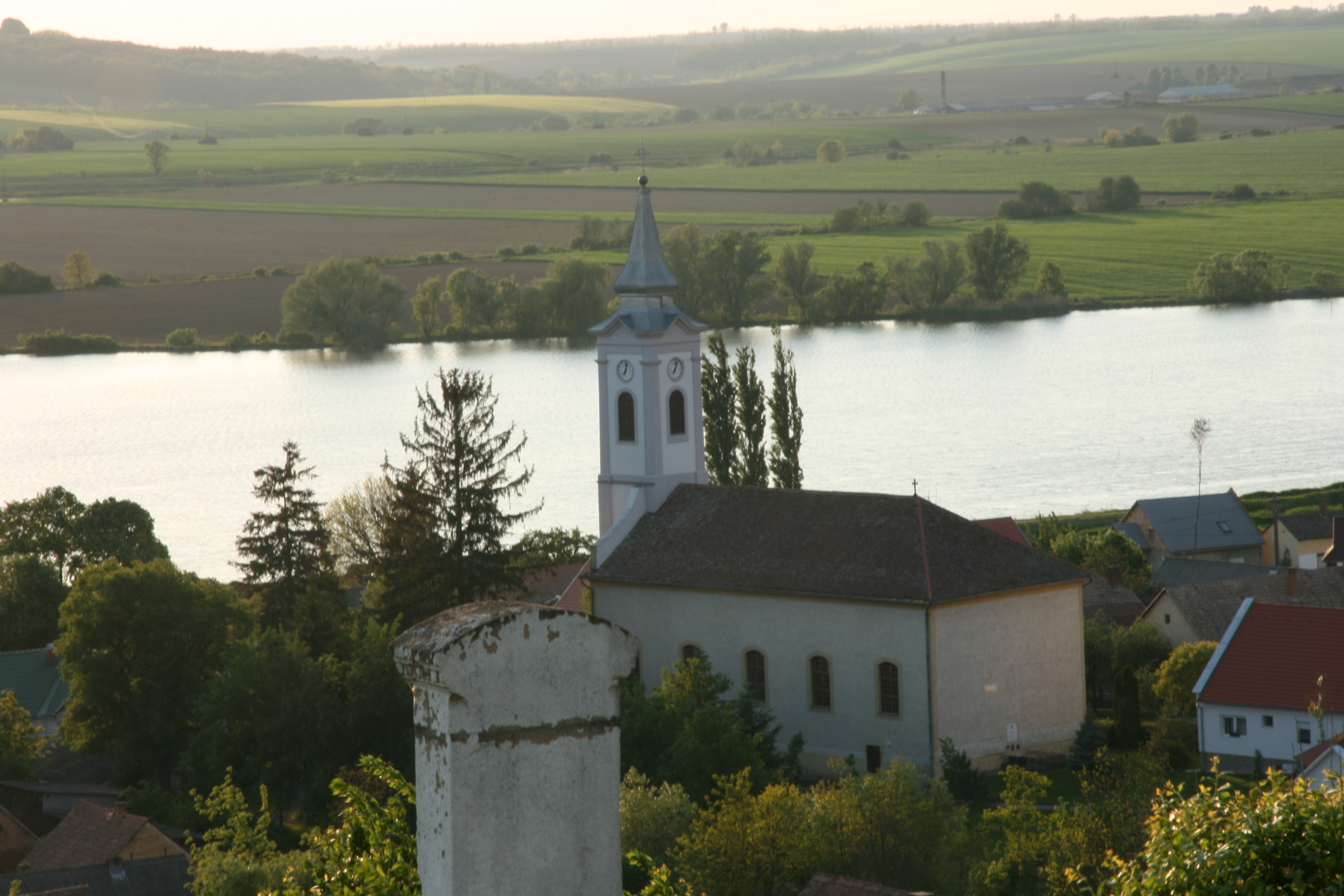
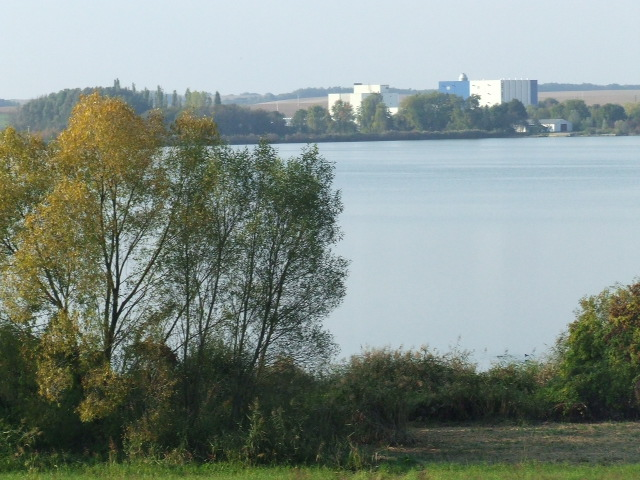
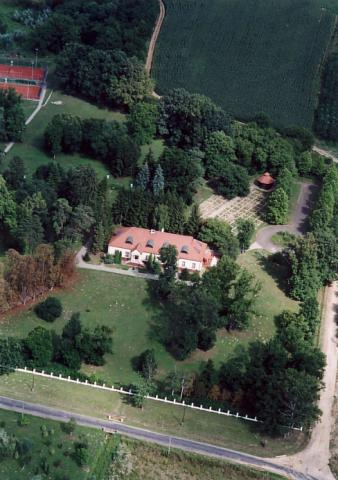

- Sint Andreas kerk
De familie Perczel-Sztankovansky heeft deze kerk tussen 1836 en 1926 laten bouwen. Het huidige gebouw is voorzien van fraaie muurschilderingen. In 1977 is de buitenkant van de kerk opgeknapt en de binnenzijde van het gebouw is in 1993 gerestaureerd.
- Het kasteel Sztankovansky
Het is nu een gastenhuis met een kasteeltuin voorzien van beelden.
- Het millennium herdenkingspark